# Coupe de Biélorussie de football 2004-2005
Navigation
Coupe de Biélorussie 2003-2004 Coupe de Biélorussie 2005-2006
La Coupe de Biélorussie 2004-2005 est la 14e édition de la Coupe de Biélorussie depuis la dissolution de l'URSS. Elle prend place entre le 14 juillet 2004 et le 22 mai 2005, date de la finale au stade Dinamo de Minsk.
Un total de 46 équipes prennent part à la compétition, cela inclut l'intégralité des clubs de la saison 2004 des trois premières divisions biélorusses, à l'exception des équipes réserves, auxquelles s'ajoutent deux équipes amateurs ayant remporté leurs coupes régionales respectives, les qualifiant ainsi pour la coupe nationale.
La compétition suivant un calendrier sur deux années, contrairement à celui des championnats biélorusses qui s'inscrit sur une seule année, celle-ci se trouve de fait à cheval entre deux saisons de championnat ; ainsi pour certaines équipes promues ou reléguées durant la saison 2004, la division indiquée peut varier d'un tour à l'autre.
Le MTZ-RIPA Minsk remporte sa première coupe nationale à l'issue de la compétition au détriment du BATE Borisov. Cette victoire permet au club de se qualifier pour le premier tour de qualification de la Coupe UEFA 2005-2006.

## Seizièmes de finale
Les équipes de la première division 2004 font leur entrée à partir de ce tour.
| Date              | Locaux                       | Score                | Visiteurs                      |
| ----------------- | ---------------------------- | -------------------- | ------------------------------ |
| 14 août 2004      | Smena Minsk (D3)             | 0 - 1                | (D1) Daryda Minsk Rayon        |
| 14 août 2004      | FK Assipovitchy (D3)         | 0 - 1 ap             | (D1) MTZ-RIPA Minsk            |
| 14 août 2004      | Kommounalnik Slonim (D2)     | 1 - 0                | (D1) Torpedo Jodzina           |
| 14 août 2004      | FK Maladetchna (D2)          | 2 - 5                | (D1) Belchina Babrouïsk        |
| 14 août 2004      | Khimik Svietlahorsk (D2)     | 0 - 3                | (D1) Dinamo Brest              |
| 14 août 2004      | Veras Niasvij (D2)           | 1 - 2                | (D1) Naftan Novopolotsk        |
| 14 août 2004      | Vertykal Kalinkavitchy (D2)  | 0 - 2 ap             | (D1) Chakhtior Salihorsk       |
| 14 août 2004      | FK Baranavitchy (D2)         | 1 - 0                | (D1) Lokomotiv Vitebsk         |
| 14 août 2004      | Pinsk-900 (D3)               | 0 - 3                | (D1) FK Homiel                 |
| 14 août 2004      | Granit Mikachevitchy (D2)    | 0 - 1                | (D1) Torpedo-SKA Minsk         |
| 14 août 2004      | Dniepr-DUSC-1 Rahatchow (D2) | 0 - 2                | (D1) Dniepr-Transmach Mahiliow |
| 14 août 2004      | FK Lida (D2)                 | 1 - 0                | (D1) Zvyazda-BDU Minsk         |
| 14 août 2004      | Lokomotiv Minsk (D2)         | 3 - 3 ap (1 - 3 tab) | (D1) Nioman Hrodna             |
| 15 août 2004      | ZLIN Homiel (D2)             | 1 - 2                | (D1) BATE Borisov              |
| 25 septembre 2004 | Vedrytch-97 Retchytsa (D2)   | 1 - 1 ap (3 - 5 tab) | (D1) Dinamo Minsk              |

## Huitièmes de finale
| Date             | Locaux                  | Score                | Visiteurs                      |
| ---------------- | ----------------------- | -------------------- | ------------------------------ |
| 12 octobre 2004  | Naftan Novopolotsk (D1) | 2 - 3                | (D2) FK Baranavitchy           |
| 11 novembre 2004 | Belchina Babrouïsk (D1) | 1 - 0 ap             | (D1) Dinamo Minsk              |
| 11 novembre 2004 | Torpedo-SKA Minsk (D1)  | 1 - 1 ap (4 - 5 tab) | (D2) Dniepr-Transmach Mahiliow |
| 11 novembre 2004 | Nioman Hrodna (D1)      | 1 - 1 ap (4 - 2 tab) | (D1) Chakhtior Salihorsk       |
| 11 novembre 2004 | Dinamo Brest (D1)       | 1 - 2                | (D2) BATE Borisov              |
| 11 novembre 2004 | FK Homiel (D1)          | 1 - 0                | (D1) Slavia Mazyr              |
| 11 novembre 2004 | Daryda Minsk Rayon (D1) | 2 - 0                | (D2) Kommounalnik Slonim       |
| 14 novembre 2004 | MTZ-RIPA Minsk (D1)     | 3 - 0                | (D2) FK Lida                   |

## Quarts de finale
Les matchs aller sont joués le 3 avril 2005 tandis que les matchs retour sont joués le 7 avril 2005.
| Équipe 1            | Score  | Équipe 2                       | Aller | Retour |
| ------------------- | ------ | ------------------------------ | ----- | ------ |
| BATE Borisov (D1)   | 2E - 2 | (D1) Dniepr-Transmach Mahiliow | 1 - 0 | 1 - 2  |
| FK Homiel (D1)      | 1 - 1E | (D1) Daryda Minsk Rayon        | 1 - 1 | 0 - 0  |
| Nioman Hrodna (D1)  | 2E - 2 | (D2) Belchina Babrouïsk        | 0 - 1 | 2 - 1  |
| MTZ-RIPA Minsk (D1) | 2 - 1  | (D2) FK Baranavitchy           | 0 - 0 | 2 - 1  |

## Demi-finales
Les matchs aller sont joués le 12 avril 2005 tandis que les matchs retour sont joués le 4 mai 2005.
| Équipe 1                | Score | Équipe 2           | Aller | Retour |
| ----------------------- | ----- | ------------------ | ----- | ------ |
| MTZ-RIPA Minsk (D1)     | 5 - 1 | (D1) Nioman Hrodna | 2 - 0 | 3 - 1  |
| Daryda Minsk Rayon (D1) | 0 - 2 | (D1) BATE Borisov  | 0 - 1 | 0 - 1  |

## Finale
| Entraîneur :   |
| Iouri Pountous |

| Entraîneur :     |
| Igor Kriouchenko |

| Entraîneur :   |
| Iouri Pountous |

| Entraîneur :     |
| Igor Kriouchenko |